# Veronika von Lauer-Münchhofen
Veronika von Lauer-Münchhofen (* 1964 in München) ist eine deutsche Schauspielerin, Tänzerin und Choreografin.

## Leben
Veronika von Lauer-Münchhofen wuchs in München auf. Dort absolvierte sie nach ihrem Abitur ab dem Jahr 1982 ihre Schauspielausbildung in mehreren Workshops und eine professionelle Tanzausbildung. Als Bühnendarstellerin wirkte sie in den Theaterstücken in Was ihr wollt, in Musicals wie West Side Story oder in My Fair Lady und in Ballett-Aufführungen mit, so unter anderem auch am Düsseldorfer Schauspielhaus, am Theater Dortmund oder am Staatstheater am Gärtnerplatz. Sie wirkte als Schauspielerin vor der Kamera in  Filmen und Fernsehserien mit. Sie ist auch als Tanzlehrerin und als Choreografin tätig.
Veronika von Lauer-Münchhofen lebt in ihrer Geburtsstadt München. Neben ihrer Muttersprache Deutsch spricht sie auch fließend Englisch, Französisch und Italienisch.

## Filmografie (Auswahl)
- 1992: Der Fahnder (Fernsehserie)
- 2013: Frühling: Frühlingsgefühle (Fernsehreihe)
- 2015: Jagon (Kurzfilm)
- 2022: Sturm der Liebe (Fernsehserie, 4 Folgen)